# Tomasz Cieślewicz
Tomasz Cieślewicz (ur. 27 grudnia 1978 w Trzemesznie) – polski żużlowiec.
Licencję żużlową zdobył w 1995 roku. Sport żużlowy uprawiał do 2008 roku, reprezentując kluby Start Gniezno (1995–1997, 2004–2005, 2007–2008), Wybrzeże Gdańsk (1998, 2001–2003), Stal Gorzów Wielkopolski (1999–2000) oraz GTŻ Grudziądz (2006). 
Brązowy medalista drużynowych mistrzostw Polski (2000). Złoty medalista młodzieżowych drużynowych mistrzostw Polski (Piła 1999). Srebrny medalista młodzieżowych mistrzostw Polski par klubowych (Ostrów Wielkopolski 1999). Brązowy medalista młodzieżowych indywidualnych mistrzostw Polski (Grudziądz 1998). Brązowy medalista turnieju o „Srebrny Kask” (Grudziądz 1999). Srebrny medalista turnieju o „Brązowy Kask” (Piła 1997). Dwukrotny finalista indywidualnych mistrzostw świata juniorów (Mšeno 1997 – XII miejsce, Vojens 1999 – X miejsce).
Brat Dawida i Marka Cieślewiczów. Waldemar Cieślewicz, który też był żużlowcem, jest jego wujem.